# الصحراء الحمراء (وايومنغ)

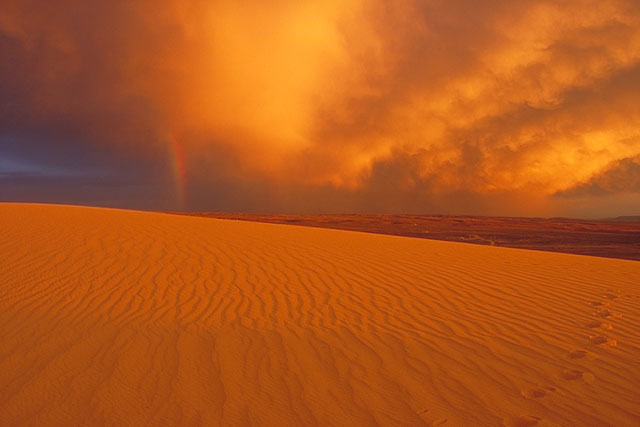
صورة لكثبان كِلباكر الرملية في الصحراء الحمراء

الصحراء الحمراء صحراء في ولاية وايومنغ الأمريكية. وهي منطقة مرتفعة عن سطح البحر وتقع إلى الجنوب من وسط الولاية وتبلغ مساحتها حوالي 24,000 كم مربع. تحتوي على أكبر الكثبان الرمليةفي الولايات المتحدة. 